# Panello di Neem
Il panello di Neem è un concime organico, è il sottoprodotto ottenuto nel processo di spremitura a freddo di frutti e noccioli di alberi di neem e il processo di estrazione con solvente per panelli di olio di neem. È una potenziale fonte di ammendante organico sotto il Bureau of Indian Standards, specifica n. 8558. Il Neem ha dimostrato un notevole potenziale come fertilizzante. A tal fine, il panello di Neem e le sue foglie sono particolarmente promettenti. Puri (1999), nel suo libro su Neem, ha fornito dettagli sul panello di semi di Neem come concime ed inibitore della nitrificazione. L'autore ha descritto che, dopo l'elaborazione, il panello di neem può essere utilizzato in sostituzione parziale di mangimi per pollame e per bestiame.
Il Panello di Neem ha una quantità adeguata di NPK in forma organica per la crescita delle piante. Essendo un prodotto totalmente botanico, contiene un contenuto di NPK vegetale al 100% e altri micronutrienti essenziali come N (Azoto dal 2,0% al 5,0%), P (Fosforo dallo 0,5% all'1,0%), K (Potassio dall'1,0% al 2,0%), Ca (Calcio dallo 0,5% al 3,0%), Mg (Magnesio dallo 0,3% all'1,0%), S (Zolfo dallo 0,2% al 3,0%), Zn (Zinco da 15 ppm a 60 ppm), Cu (Rame da 4 ppm a 20 ppm), Fe (Ferro da 500 ppm a 1200 ppm), Mn (Manganese da 20 ppm a 60 ppm). È ricco sia di composti di zolfo che di limonoidi amari.
Secondo i calcoli della ricerca, il Panello di Neem sembra rendere il terreno più fertile a causa di un ingrediente che impedisce ai batteri del suolo di convertire i composti azotati in azoto. È un inibitore della nitrificazione e prolunga la disponibilità di azoto sia per le colture a breve che a lunga durata.

## Uso come fertilizzante
Il concime organico del Panello di Neem protegge le radici delle piante da nematodi, larve del suolo e formiche bianche probabilmente a causa del suo residuo contenuto di limonoidi. Agisce quindi come fertilizzante naturale con proprietà pesticide. Il panello di Neem è ampiamente usato in India per fertilizzare risaie, piantagioni di cotone e canna da zucchero. L'uso del panello di neem ha mostrato un aumento della sostanza secca in Tectona grandis (Teak), Acacia nilotica (gomma arabica) e altri alberi forestali.
Il Panello di semi di Neem riduce anche l'alcalinità nel suolo, poiché produce acidi organici in decomposizione. Essendo totalmente naturale, è compatibile con i microbi del suolo e la microflora della rizosfera e quindi garantisce la fertilità del suolo, migliora il contenuto di sostanza organica del suolo, contribuendo a migliorare la struttura del suolo, la capacità di trattenere l'acqua e l'aerazione del suolo per un migliore sviluppo delle radici.
Il Panello di Neem è efficace nella gestione di insetti e parassiti. È stato riportato che i principi amari del suolo e del panello hanno sette tipi di attività (a) insetticida (b) attrattivo (c) repellente (d) repellente (e) nematocida (f) disgregatore della crescita e (g) antimicrobico.
La torta contiene salannina, nimbina, azadiractina e azadiradione come componenti principali. Di questi, azadiractina e meliantriolo sono usati come insetticidi contro la locusta mentre la salannina è usato come insetticida per la mosca domestica.